# 더크 보가드
더크 보가드 경(Sir Dirk Bogarde, 본명: Derek Niven van den Bogaerde, 1921년 3월 28일~1999년 5월 8일)은 잉글랜드의 배우, 소설가, 각본가이다.

## 영화
- 송 위다웃 엔드
- 지옥에 떨어진 용감한 자들
- 베네치아에서의 죽음 (영화)
- 프로비던스 (1977년 영화)
- 머나먼 다리